# Universidade de Sarajevo
A Universidade de Sarajevo ( bósnio, croata e sérvio: Universidade de Sarajevu / bósnio e sérvio: Универзитет у Сарајеву) é uma universidade pública localizada em Sarajevo, Bósnia e Herzegovina. É a maior e mais antiga universidade do país, bem como a mais antiga instituição de ensino superior na ex-Iugoslávia, traçando suas origens iniciais até 1537 como uma madraça islâmica.
Com 20 faculdades, três academias e três faculdades de teologia e com 30.866 estudantes matriculados a partir de 2014, está entre as maiores universidades dos Balcãs em termos de matrícula. Desde a abertura de suas portas em 1949, um total de 122.000 estudantes recebeu diploma de bacharel, 3.891 receberam mestrado e 2.284 receberam doutorado em 45 áreas diferentes. Hoje é amplamente considerada a universidade de maior prestígio na Bósnia e Herzegovina,  e emprega mais de mil membros do corpo docente.

## História

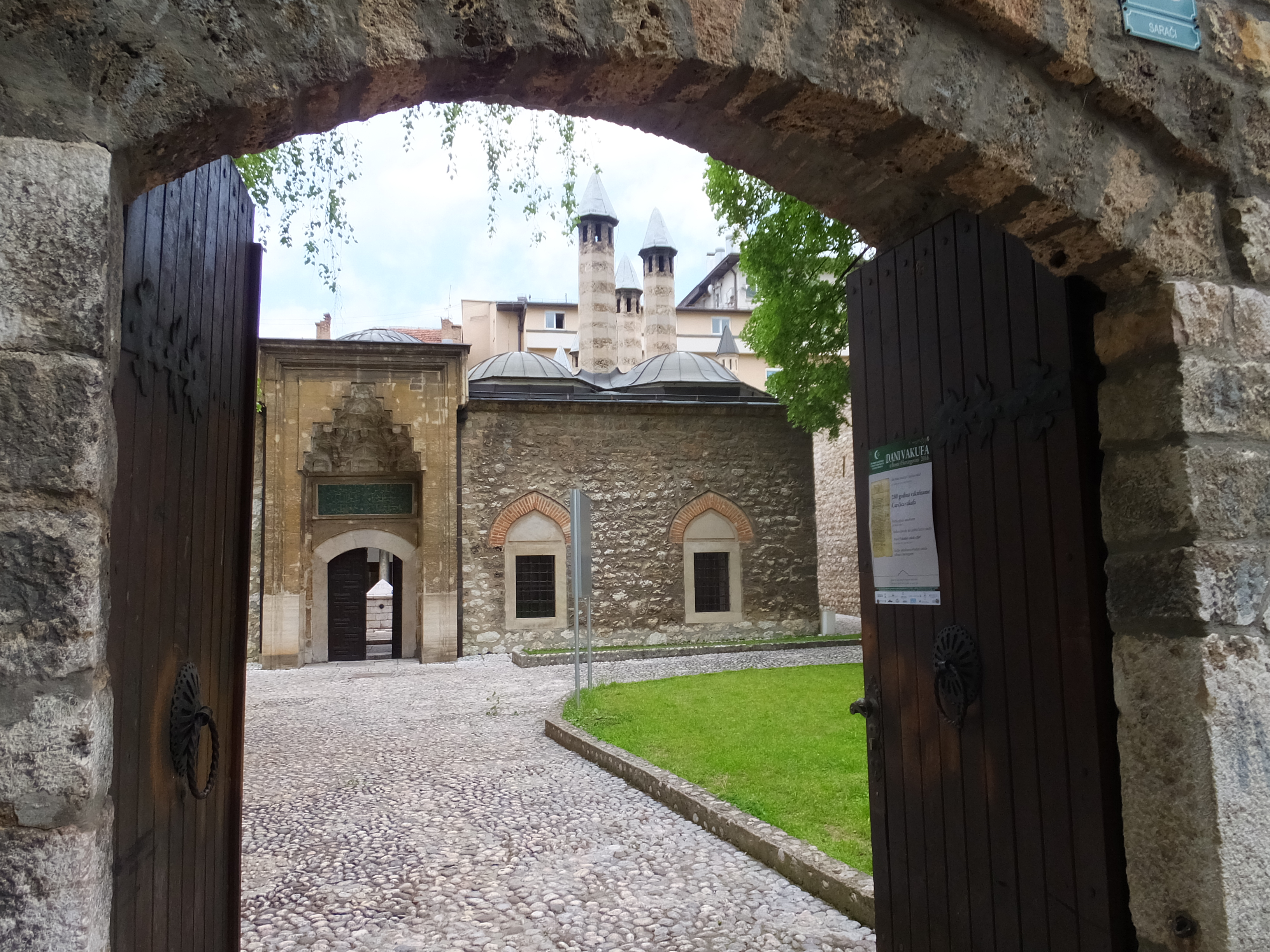
Portão principal do complexo Madrasa, Biblioteca, Hanikah e Museu de Gazi Husrev-bey, construído em 1537 em Baščaršija.

### Período otomano, tarde medieval-início moderno
Antes da criação da moderna Universidade de Sarajevo, as primeiras escolas de ensino superior em Sarajevo e na Bósnia e Herzegovina foram fundadas durante o século XVI sob a tutela dos otomanos. Como primeiro instituto otomano de ensino superior na Bósnia, a saber, Gazi Husrev-beg Madrasa & Library, foi inaugurado em Sarajevo 1537 por Gazi Husrev-beg.

### Período Áustria-Hungria e primeira Iugoslávia, final moderno da Segunda Guerra Mundial

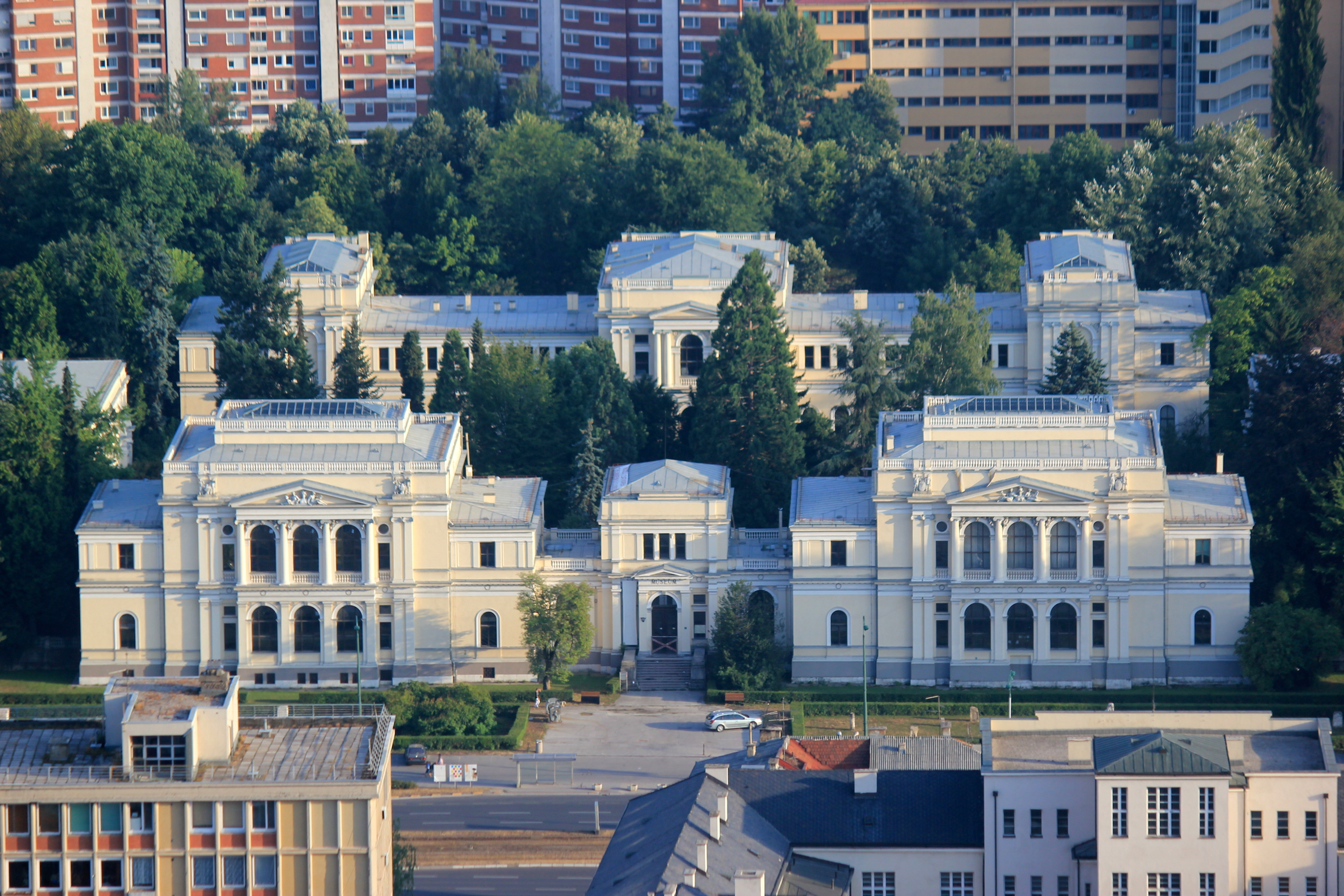
Museu Nacional da Bósnia e Herzegovina, do período Áustria-Húngaro.

A universidade, em sua encarnação moderna e secular, sendo desenvolvida durante o governo do Império Austro-Húngaro, quando muitas das instituições de ensino superior e cultura, como o Museu Nacional da Bósnia e Herzegovina, ainda ativas hoje, foram estabelecidas. A história moderna da Universidade de Sarajevo continuou após a Primeira Guerra Mundial, e antes da Segunda Guerra Mundial, bem como durante a guerra, estendendo com sucesso seu desenvolvimento com novas escolas e institutos abertos, como a Faculdade de Agricultura e Silvicultura, em 1940, Faculdade de Medicina em 1944. A Faculdade de Medicina foi restabelecida em 1946, a Faculdade de Direito, a Faculdade de Formação de Professores foi aberta e, em 1948, a Faculdade de Agricultura e Silvicultura foi restabelecida.

## Relações com parceiros
A Universidade de Sarajevo possui parcerias com mais de 120 universidades na Europa, EUA, Canadá e Oriente Médio.

## Objetivo
O principal objetivo de todas as atividades atuais da universidade é elevar a qualidade dos estudos, criar uma universidade contemporânea de origem européia, que seja um respeitável representante da Bósnia e Herzegovina em nível internacional e promotor do tradicional, histórico, cultural, valores científicos e artísticos do país e sudeste da Europa.

## Organização

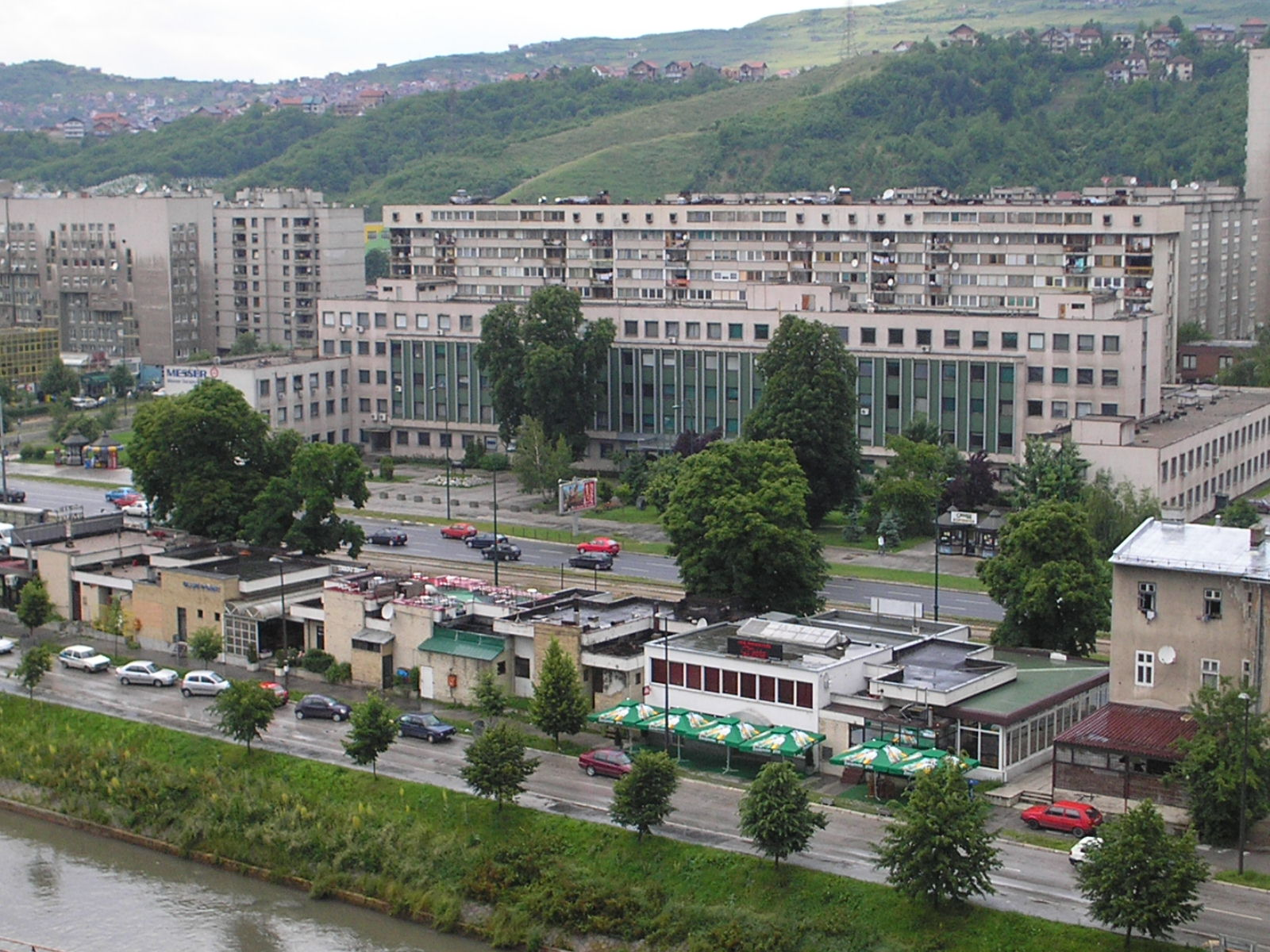
Faculdade veterinária

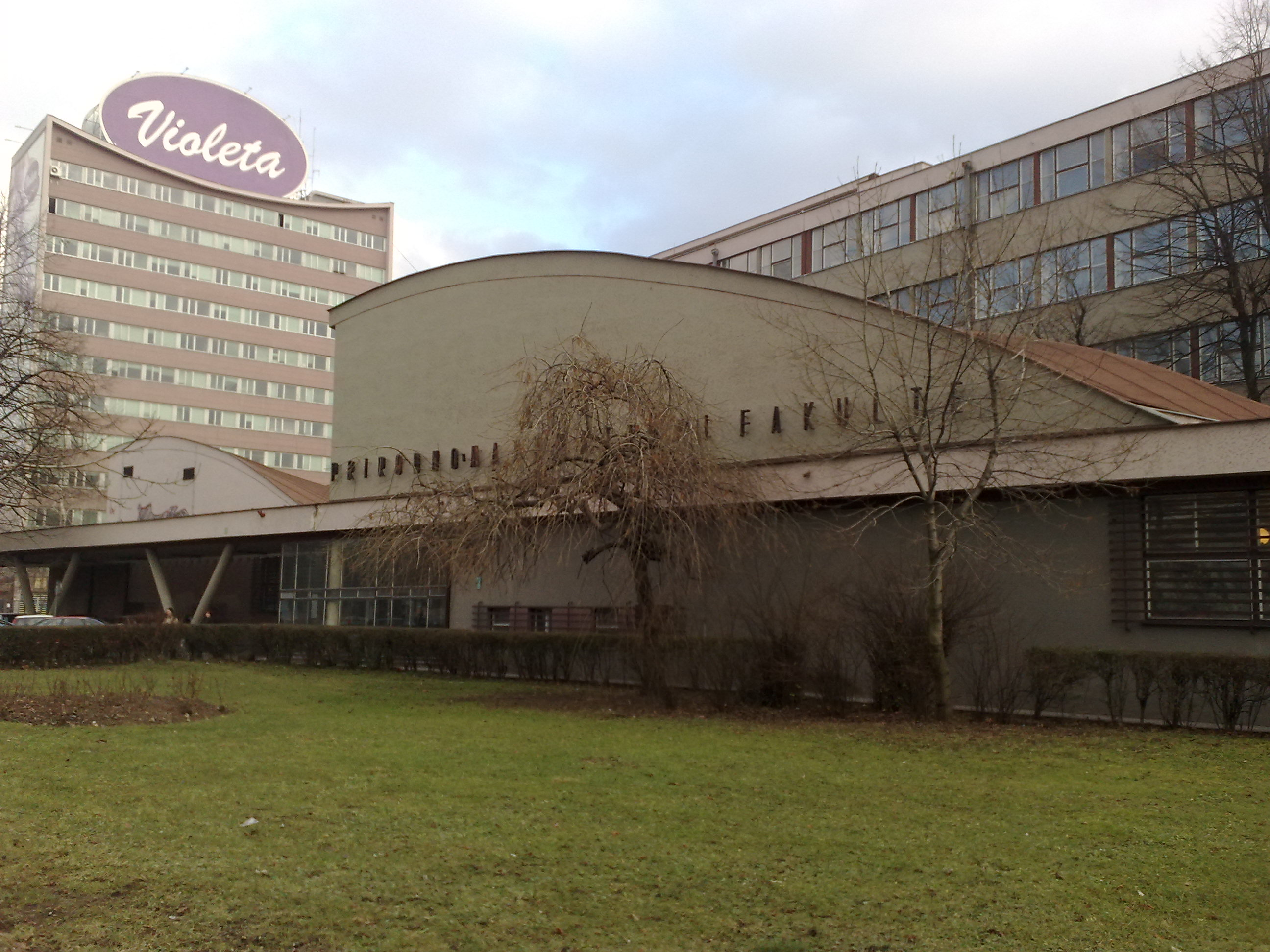
Faculdade de ciências naturais e matemática

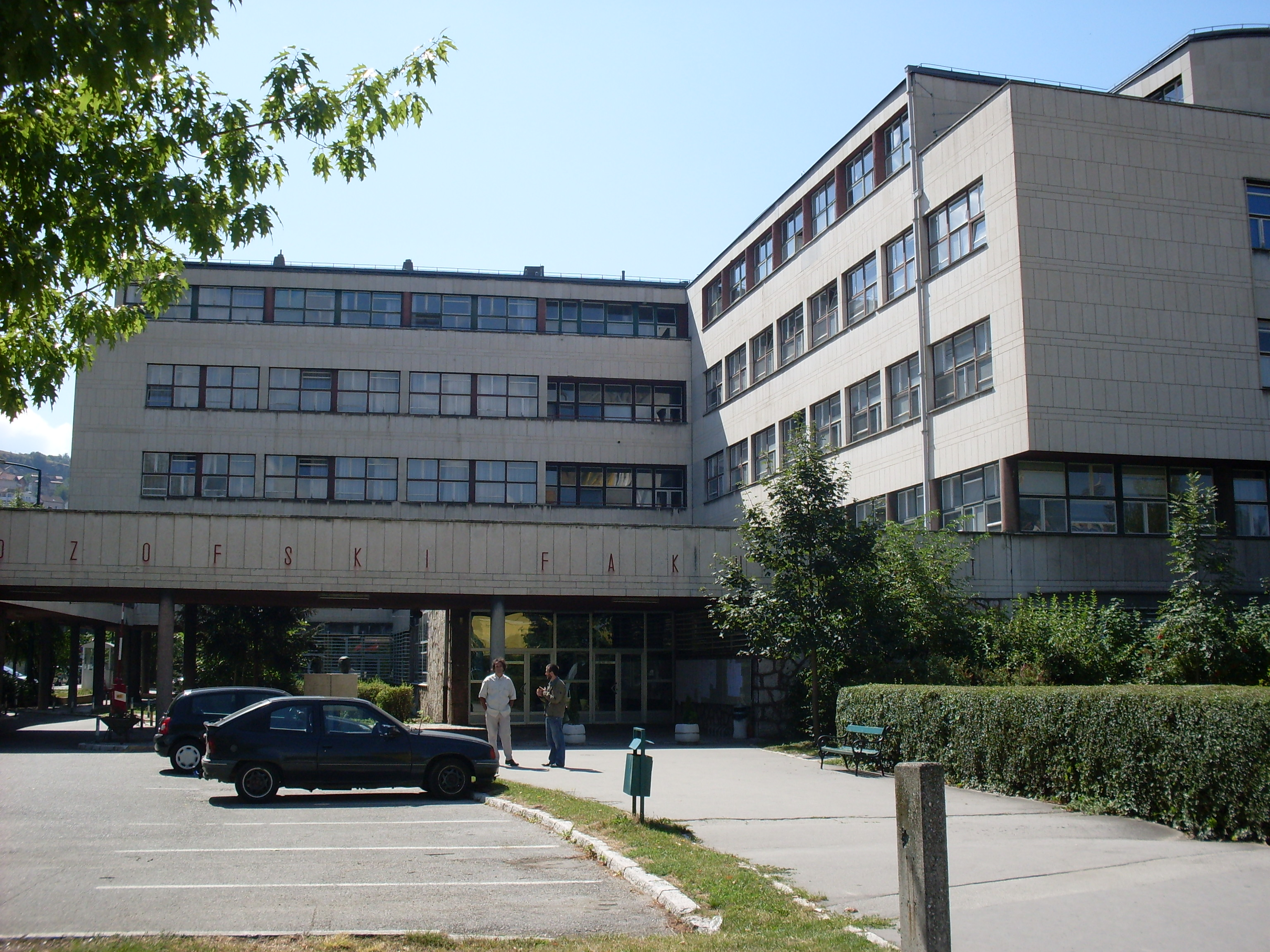
Faculdade de Filosofia

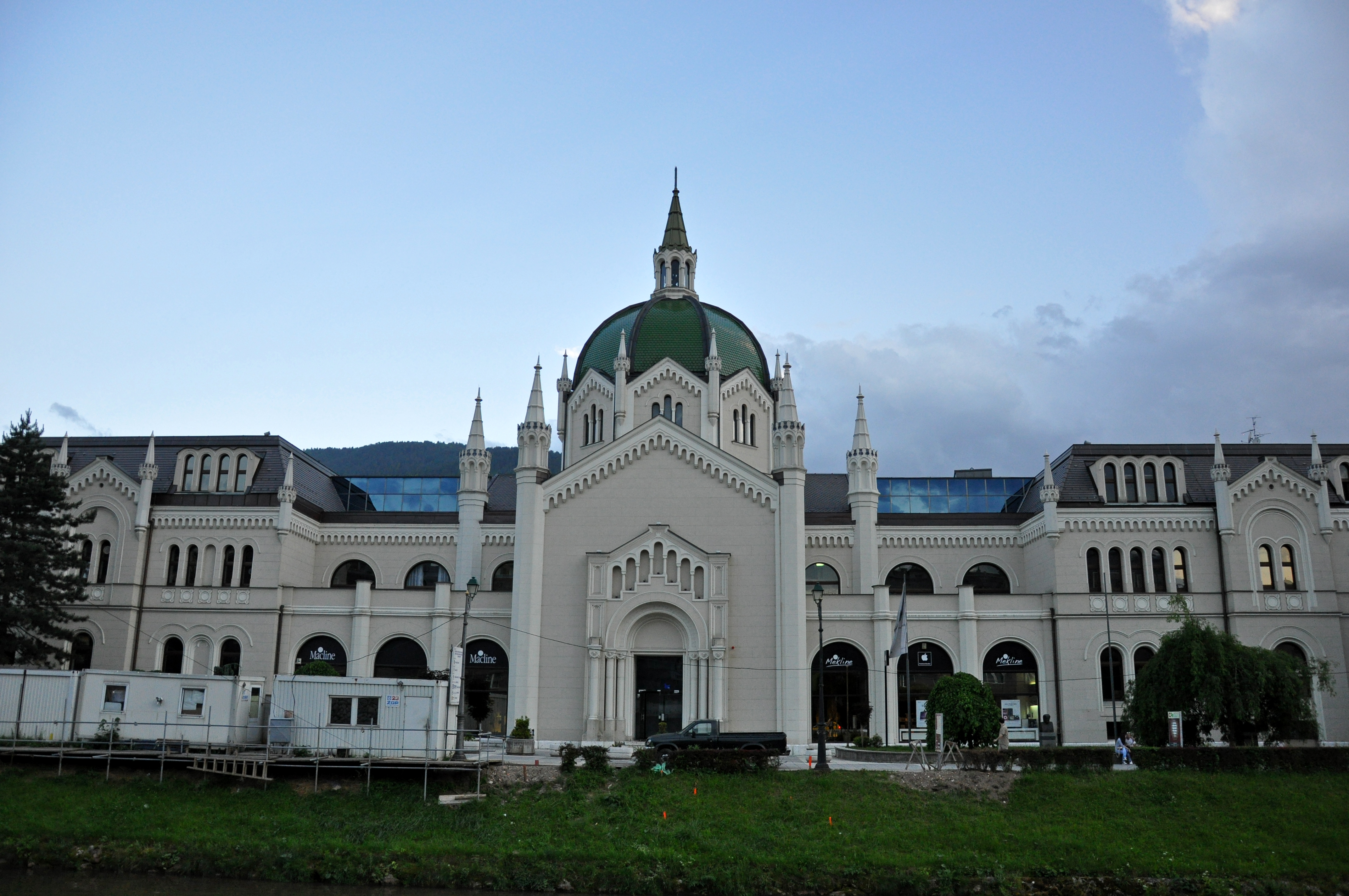
Academia de Belas Artes

A Universidade compreende 32 faculdades, academias e faculdades, subdivididas em 6 grupos acadêmicos e um número adicional de outros programas:
- Escola de Economia e Negócios Sarajevo
- Academia de Belas Artes de Sarajevo
- Academia de Artes Cênicas de Sarajevo
- Faculdade de Arquitetura
- Faculdade de Engenharia Elétrica
- Faculdade de Ciências Criminais
- Faculdade de Ciência Política de Sarajevo
- Faculdade de Esporte e Educação Física
- Faculdade de Engenharia de Tráfego e Comunicações
- Faculdade de Farmácia
- Faculdade de Filosofia
- Faculdade de Engenharia Civil
- Faculdade de Engenharia Mecânica
- Faculdade de Medicina
- Academia de Música de Sarajevo
- Faculdade de Formação de Professores
- Faculdade de Agricultura
- Faculdade de Direito
- Faculdade de Ciências e Tecnologia
- Faculdade de Ciências Naturais e Matemática
- Faculdade de Medicina Dentária
- Faculdade de Silvicultura
- Faculdade de Medicina Veterinária
- Faculdade de Estudos em Saúde

Institutos
- Instituto de História
- Instituto de Pesquisa de Crimes Contra a Humanidade e o Direito Internacional
- Instituto de Engenharia Genética e Biotecnologia
- Instituto Oriental
- Centro de Estudantes Sarajevo
- Instituto de Pesquisa Social

## Reitores

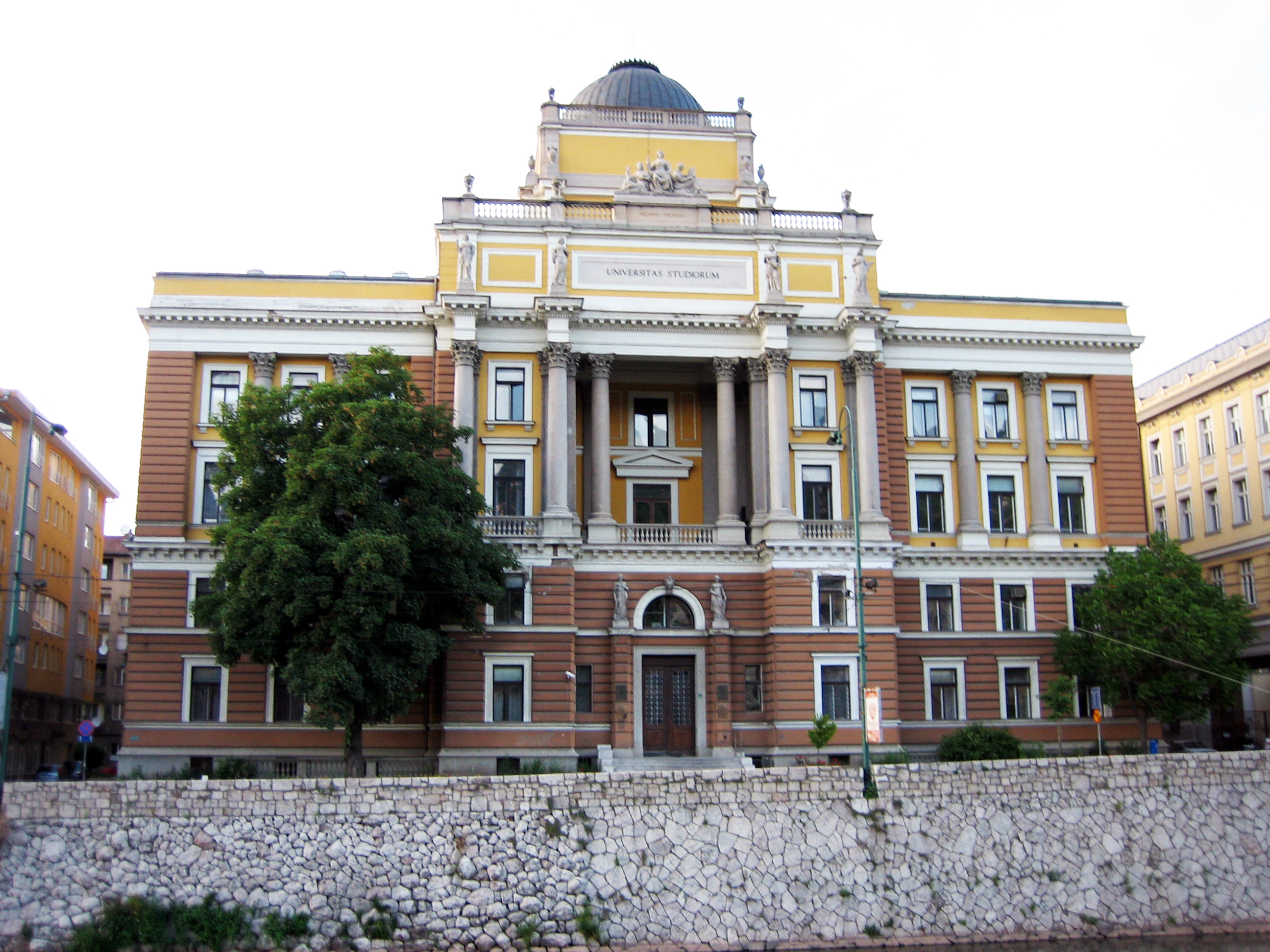
O prédio da Faculdade de Direito da Universidade de Sarajevo, construído na década de 1850.

- Vaso Butozan 1949–1950, 1952–1956
- Drago Krndija 1950–1952
- Edhem Čamo 1956–1960
- Aleksandar Trumić 1960–1965
- Fazlija Alikalfić 1965–1969
- Hamdija Ćemerlić 1969–1972
- Zdravko Besarović 1972–1977
- Arif Tanović 1977–1981
- Božidar Matić 1981–1985
- Ljubomir Berberović 1985–1988
- Nenad Kecmanović 1988–1991
- Jusuf Mulić 1991–1993
- Faruk Selesković 1993–1995
- Nedžad Mulabegović 1995–2000
- Boris Tihi 2000–2004
- Hasan Muratović 2004–2006
- Faruk Čaklovica 2006–2012
- Muharem Avdispahić 2012–2016
- Rifat Škrijelj 2016–present